# アダム・チェルニャクフ

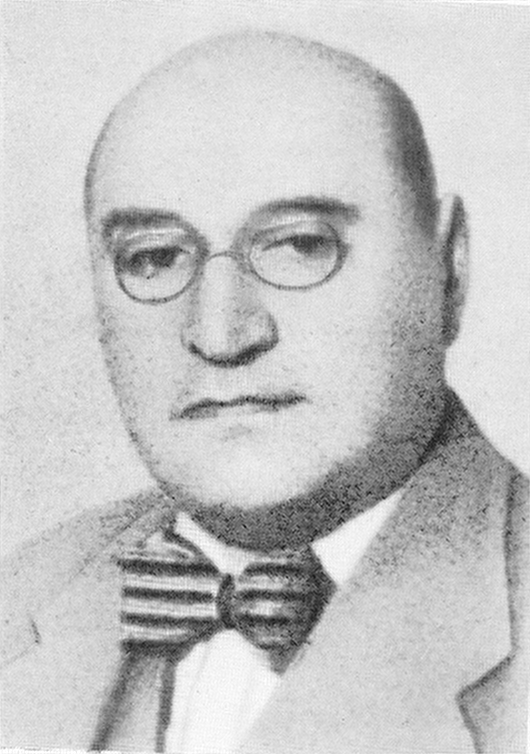
アダム・チェルニャクフ(1939年より前の写真)

アダム・チェルニャクフ（Adam Abram Czerniaków、1880年11月30日 － 1942年7月23日）はワルシャワ出身のポーランド系ユダヤ人の技術者。 ワルシャワ・ゲットーのユダヤ人評議会議長（市長）である。

## 生涯

### 生い立ち
ワルシャワ・ポリテフニカ化学を修めた後、工業技術習得のためドレスデンに行く。1924年ユダヤ人職工一般協会が発行した年鑑において、チェルニャクフは職業訓練と工業学校のための包括的なプログラムについて長い記事を寄稿している。ワルシャワのユダヤ人共同体の職業訓練学校で教えた。1927年、ユダヤ人の労働者を事実上職場から追い出すことになる規準法への反対闘争に参加した。

### ユダヤ人評議会議長

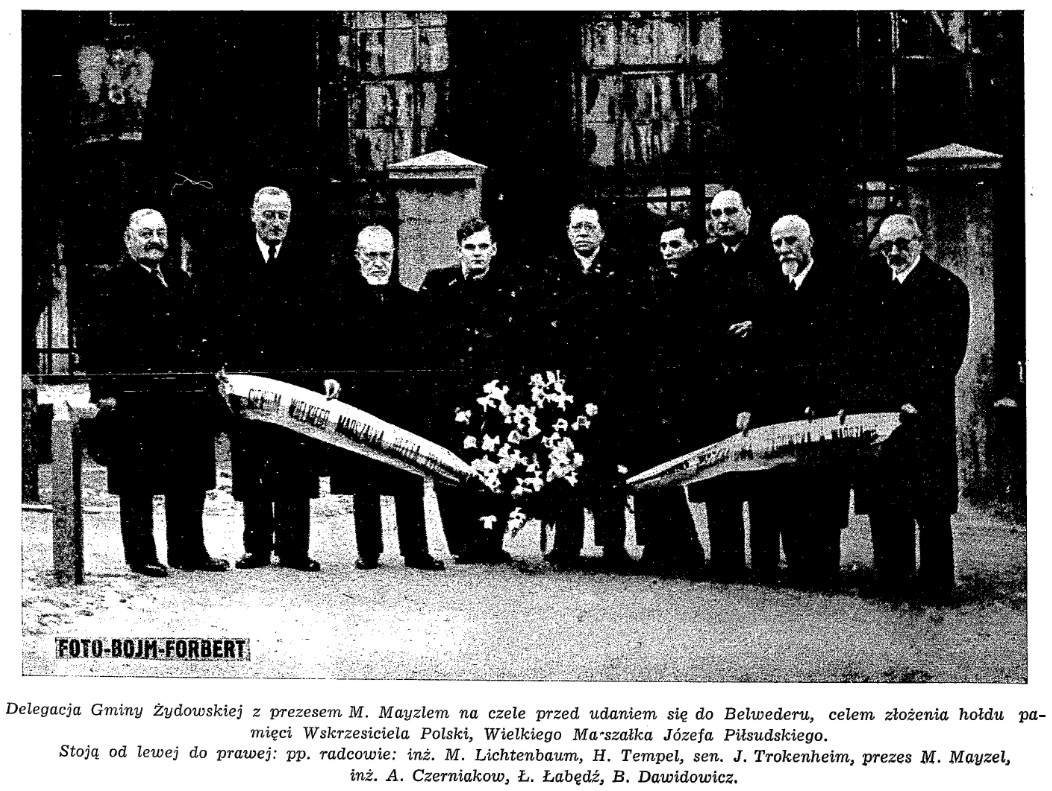
評議会幹部らと
_{右から3人目がチェルニャクフ}

若い頃はユダヤ教徒の同化政策に反対していたが、1927年から1934年まで、彼はワルシャワ市議会のメンバーとして勤務、市開発委員でもあった。1928年、ポーランド国会と上院選挙に活動的な役割を果たし、少数者としてのユダヤ人の権利について発言した。1931年に、彼はポーランド上院に選ばれたがピウスツキ政府は仕事にかかる前に上院を解散させている。1939年9月23日、ドイツ軍によるワルシャワ攻囲中にチェルニャクフはユダヤ人共同体の議長へ任命された。
1939年10月4日に、ナチへの都市の引き渡しの数日後に、正式にドイツの指令を実施することについて責任があるユダヤ人評議会の長とされた。チェルニャクフの置かれた地位は非常に無力であり、ワルシャワ地区の知事だったルートヴィヒ・フィッシャーとは一回しか会っていない。彼は自分の年より半分も若いSS軍曹やドイツ人監督官の間をたらい回しにされながら、ユダヤ人の住居・食糧・税金・警備などの問題について陳情しなければならなかった。

### 移送免除のために
ドイツ軍はワルシャワ・ゲットーから1942年7月のトレブリンカ絶滅収容所に集団移送の準備をし始めて、評議会は、ユダヤ人の名簿とゲットーの街路地図を提供するように命じられた。 7月22日、ユダヤ人評議会は、すべてのワルシャワ・ゲットーにいるユダヤ人が東に追放されることになる手順書を受け取った。 例外はドイツの工場で働いている者、病院のスタッフ、評議会のメンバーと家族、ユダヤ人警察のメンバーと家族だけだった。チェルニャクフは、ゴミ収集作業員、工場を作動させている女性の夫、および何人かの職業教育を受けていた学生を含む一握りの人々の免除を得ることができた。 しかし彼は、ヤヌシュ・コルチャックの孤児院にいる子どもたちのために免除を得ることができなかった。 指令はさらに、ユダヤ人警察による摘発のために評議会が作成した、1日あたり6,000人の名簿から移送を始めることを要求していた。もしその要求に従えないときは、ユダヤ人評議会とチェルニャクフ自身の妻や従業員を含めて、約100人の人質が即時に処刑されることも示唆された。

### 免除失敗と自決
孤児たちの死を意味する移送を免除するための努力が失敗した直後の7月23日、彼はオフィスに戻り、まさにそのような機会のために保持していたシアン化物カプセルの1つを取り、自身の命を絶った。評議会のメンバーと彼の妻に遺書を残している。「私はもうすべてに耐えられない」と。ワルシャワのオコポヴァ（Okopowa）通りの墓地に埋葬されている。
チェルニャクフは1939年9月6日から死ぬ日まで日記を書いた。 それは、スタニスワフ・スターロンによってポーランド語から英語に翻訳され1979年に出版されている。 
2001年の映画『UPRISING アップライジング』（Uprising）で俳優ドナルド・サザーランドがチェルニャクフを演じている。

## 参照
- R.ヒルバーグ編『The Warsaw Diary of Adam Czerniakow』Ivan R Dee社 ; ISBN 1566632307